# Kościół św. Stanisława Kostki w Smolarzynach
Kościół św. Stanisława Kostki – kościół parafialny w Smolarzynach. Rozebrany w 2020 roku. 

## Historia
W latach 20. XX wieku mieszkańcy na polu podarowanym przez Stanisława Babkę zbudowali niewielką ceglaną kapliczkę. Był to pagórek obok dawnego cmentarza cholerycznego. W 1926 roku podjęto decyzję o budowie kościoła. Prace wykonali mieszkańcy wsi, a drzewo podarował hrabia Alfred Potocki. Ołtarze boczne według projektu księdza Władysława Zdąbłasza wykonali Gustaw i Antoni Orłosiowie. Kościół początkowo przykryto strzechą, a dopiero potem zmieniono pokrycie dachu na blachę. Podczas prac przy dachu zbudowano wieżyczkę, w której umieszczono sygnaturkę. Drewniany kościół z 1926 roku wpisany do gminnego rejestru zabytków pod nr. 120/1736 został 9 marca 2020 roku rozebrany i rozpoczęto budowę nowego.